# Publio Sulpicio Rufo (pretore 48 a.C.)
Publio Sulpicio Rufo (85 a.C. circa – post 42 a.C.) è stato un politico e generale romano dell'ultimo periodo della Roma repubblicana.

## Biografia
Publio Sulpicio Rufo era probabilmente il figlio dell'omonimo tribuno della plebe dell'88 a.C.. Dal 55 a.C. egli fu uno dei legati di Gaio Giulio Cesare durante la conquista della Gallia, almeno fino al 50 a.C.. Ebbe il compito di proteggere il porto da cui partiva la flotta romana durante la prima invasione della Britannia del 55 a.C. Alla fine del 52 a.C. pose i suoi hiberna (accampamento militare invernale) con il suo esercito nel territorio degli Edui.
Dopo lo scoppio della guerra civile tra Cesare e Pompeo combatté a fianco dei cesariani contro Lucio Afranio e Marco Petreio, come legatus di Cesare in Spagna nel 49 a.C., conducendo infine i negoziati per conto del suo comandante a Ilerda con il giovane figlio di Afranio. Nel 48 a.C. ottenne la pretura e fu posto al comando della flotta di stanza a Vibo Valentia vicino alla Sicilia. Insieme a Marco Pomponio, il comandante della flotta posizionata davanti a Messana, egli doveva proteggere le coste italiche dalla flotta pompeiana. Gaio Cassio Longino attaccò prima la flotta di Pomponio e poi quella di Sulpicio Rufo, ma riuscì ad affondare solo cinque delle sue navi. Sulpicio mosse allora contrattaccando e riuscendo ad affondare due navi di Cassio, mettendo in grave difficoltà due quinqueremi nemiche. E non appena si venne a sapere della grandiosa vittoria di Cesare a Farsalo, ciò cambiò il corso della guerra.
Con la primavera del 46 a.C., Publio Sulpicio ottenne la provincia dell'Illyricum probabilmente come propretore. Qui sembra che, durante il suo mandato di un solo anno, si sia scontrato contro le popolazioni dei Delmatae, ottenendo il titolo di imperator e l'approvazione dal Senato romano per una supplicatio. Due anni dopo l'assassinio di Cesare, nel 42 a.C., divenne censore insieme a Gaio Antonio Ibrida. Altri dati sulla sua vita e la data della sua morte non sono disponibili. L'anno successivo (45 a.C.) venne sostituito da Publio Vatinio come proconsole.
Conosciamo, infine, un Sulpicio Rufo, propretore nel 46-45 a.C. della provincia romana di Bitinia e Ponto, il quale fondò una colonia romana a Sinope. Si tratta probabilmente del fratello, il giurista Servio Sulpicio Rufo.